# Tchao Jüan-ming
Tchao Jüan-ming (čínsky: 陶淵明, pinyin: Táo Yuānmíng; 365, Sin-jang, prov. Ťiang-si – 427), známý i jako Tchao Čchien (čínsky 陶潛, pinyin: Tao Qian, WG: T'ao Ch'ien; česky „Tchao Skrytý“), byl jeden z největších čínských básníků. Žil v období vlády dynastie Ťin. Měl velký vliv na tvorbu slavných básníků dynastií Tchang a Sung.

## Život
Narodil se ve význačné, ale zchudlé rodině (jeho pradědečkem byl guvernér a generál Tchao Kchan). V mládí procházel vnitřním zápasem mezi osobními ambicemi, posilovanými jasnými názory na řešení státních problémů, a touhou odejít do ústraní. Sloužil v některých nižších úřednických funkcích, mimo jiné jako pobočník armádního velitele (kruté zážitky z válečného tažení se ho hluboce dotkly). Ve věku čtyřiceti let definitivně odešel do ústraní, znechucen intrikami a korupcí ve státní správě, dle vlastních slov kvůli své neochotě „hrbit se pro pět měřic rýže“ (「為五斗米折腰」), což byl tehdejší plat nízkého úředníka. Toto vyjádření přešlo do čínštiny jako idiom pro „ochotu spolknout vlastní pýchu pro zajištění skrovné existence“. Jeho slavná báseň Návrat popisuje jeho odchod na venkov, kde žil po zbytek života – dvaadvacet let. Do doby jeho života v ústraní spadají jeho nejlepší básně, tázající se po smyslu života (neboť sny o změnách poměrů v říši ho trápit nepřestávaly). Žil se sedláky a postupně přejímal jejich náhled na život; pouze občas ho navštěvovalo několik přátel, básníků a obdivovatelů. Tchao Jüan-ming, je líčen v knize Wu-šuang pchu (neboli Seznam jedinečných hrdinů).

## Dílo
Kromě poezie (dochovalo se okolo 130 básní) proslul i prozaickými díly Pán od Pěti jív, předmluvou k Návratu a především pak dílem Pramen broskvových květů (桃花源記, Tchao Chua Jüan Ťi), jež popisuje zemi skrytou zrakům vnějšího světa (桃花源). Toto jméno se stalo čínským synonymem pro utopii.
Mezi jeho největší obdivovatele patřil Tu Fu, který se jej dovolává například v básni Ach, jaká škoda o svém životě na venkově („Ty bys to chápal, Tchao Čchiene.“)

### V češtině
Prvním překladatelem byl Bohumil Mathesius. Jednotlivé básně přeložil například Ferdinand Stočes, samostatné výbory pak Marta Ryšavá a Josef Hiršal, a Jan Vladislav (rovněž s Martou Ryšavou).
- Tchao Jüan-ming: Návraty (Odeon, Praha 1966)
- Zpěvy staré a nové Číny (VB, Praha, Mladá fronta 1953; Praha, SNKLHU 1957) - přel. Bohumil Mathesius a Jaroslav Průšek [jazyková spolupráce]
- Zpěvy staré Číny (VB, Praha, Melantrich 1939; Praha, Melantrich 1941; Praha, Melantrich 1946; Praha, Melantrich 1947; Praha, Melantrich 1949; Praha, SNKLHU 1960; Praha, SNKLU 1961; Praha, Odeon 1967; Praha, Československý spisovatel 1988, [souborné vydání, uspořádal Jiří Franěk]) - přel. Bohumil Mathesius a Jaroslav Průšek [jazyková spolupráce]
- Perlový závěs (2. vydání Mladá Fronta 1994, přeložil Ferdinand Stočes)
- Kam spěchají ty květy (Paseka 2003, přeložil a doslov napsal Jan Vladislav, jazyková spolupráce Marta Ryšavá)